# Бонер, Ульрих
Ульрих Бонер (Ulrich Boner, Bonerius; жил в начале XIV века) — немецкоязычный писатель

, баснописец.

## Биография
Ультрих Бонер родился в городе Берне. Происходил из старинной бернской семьи, насколько известно, принял духовный сан и стал монахом. 
Однако тот факт, что позднее Бонер женился, говорит о том, что он, будучи постриженным, принял сан так наз. clerici uxoriati, который позволяет вернуться к светской жизни. Первые записи о Бонере относятся к 1324 году, а последние — к 1349. Точные дата рождения и дата смерти неизвестны.
Около 1349 года Бонер составил на средневерхненемецком языке собрание басен, получившее название «Драгоценного камня» (Der Edelstein). Всего басен было около ста; основой им послужили басни Авиана (IV в.) и так наз. анонима из Невелета (Gualterus Anglicus). Бонер использовал источники со значительной долей свободы и оригинальности; он писал ясным и простым языком, а чувство юмора автора несколько оживляет обязательный дидактический тон, сопровождающий весь сборник. Бонер посвятил свою работу бернскому патрицию и поэту Иоганну фон Ринкенбергу, адвокату из Бриенца (ум. 1350). Напечатан сборник был Альбрехтом Пфистером в Бамберге в 1461 году. Это была первая книга на немецком языке.
Впоследствии сборник неоднократно переводился на современный немецкий язык и несколько раз переиздавался; одно из таких изданий было осуществлено немецким историком литературы Иоганном Иоахимом Эшенбургом.